# Dover (circonscription du Parlement britannique)

Localisation de la circonscription de Dover au sein du Kent.

La circonscription de Dover est une circonscription électorale britannique. Située dans le comté de Kent, elle correspond à la partie sud du district de Dover, autour de la ville de Douvres.
Depuis 2010, elle est représentée à la Chambre des communes du Parlement britannique par Charlie Elphicke, du Parti conservateur.

## Liste des députés depuis 1918
- 1918 : Vere Ponsonby (coalition des conservateurs)
- 1921 : Thomas Andrew Polson (indépendant)
- 1922 : John Jacob Astor (conservateur)
- 1945 : John Thomas (travailliste)
- 1950 : John Arbuthnot (conservateur)
- 1964 : David Ennals (travailliste)
- 1970 : Peter Rees (conservateur)
- 1987 : David Shaw (conservateur)
- 1997 : Gwyn Prosser (travailliste)
- 2010 : Charlie Elphicke (conservateur 2010-2017) (Indépendant 2017) (Conservateur 2018) (Indépendant 2019)
- 2019 : Natalie Elphicke (conservateur)